# Heliaszówka
Heliaszówka – dawna kolonia. Tereny, na których leżała, znajdują się obecnie na Białorusi, w obwodzie witebskim, w rejonie szarkowszczyńskim, w sielsowiecie Bildziugi.
Dawniej używana nazwa – Eliaszówka.

## Historia
W czasach zaborów w powiecie dzisieńskim, w guberni wileńskiej Imperium Rosyjskiego.
W latach 1921–1945 zaścianek a następnie kolonia leżała w Polsce, w województwie wileńskim, w powiecie dziśnieńskim (od 1926 w powiecie brasławskim) w gminie Nowy Pohost.
Według Powszechnego Spisu Ludności z 1921 roku zamieszkiwały tu 53 osoby, wszystkie były wyznania staroobrzędowego. Jednocześnie 34 mieszkańców zadeklarowało białoruską a 19 rosyjską przynależność narodową. Było tu 10 budynków mieszkalnych. W 1931 w 12 domach zamieszkiwało 61 osób.
Wierni należeli do parafii rzymskokatolickiej w Nowym Pohoście. Miejscowość podlegała pod Sąd Grodzki w Drui i Okręgowy w Wilnie; właściwy urząd pocztowy mieścił się w Nowym Pohoście.